# 오다 시나몬 노부나가
오다 시나몬 노부나가(織田シナモン信長, Oda Cinnamon Nobunaga)는 메구로가와 우나의 일본 만화 시리즈이다. 2014년 6월부터 도쿠마 쇼텐의 청년 만화 잡지 월간 코믹 제논과 웹 매거진 웹 코믹 제논에서 연재되었으며 단행본 10권으로 수집되었다. 스튜디오 사인포스트가 제작한 애니메이션 TV 시리즈는 2020년 1월 10일부터 3월 27일까지 방영되었다.